# Juniperella mirabilis
Juniperella mirabilis är en skalbaggsart som beskrevs av Knull 1947. Juniperella mirabilis ingår i släktet Juniperella och familjen praktbaggar. Inga underarter finns listade i Catalogue of Life.